# 금산읍
금산읍(錦山邑)은 충청남도 금산군의 군청 소재지이다.

## 개요
대전, 전주, 무주, 영동, 옥천, 진안 등지와 연락되는 금산군 교통의 중심지이다. 읍에서 동쪽으로 8km 정도 나가면 금강이 흐르는데, 그 지류인 봉황천이 다시 기사천, 금산천 등의 여러 계류로 갈라지는 부근이 그 일대에서는 제일의 평지라고 할 수 있다. 즉, 읍을 중심으로 3.8km 정도의 구릉성 평지가 열려 있다. 금산 인삼은 풍기 인삼, 부여 인삼과 더불어 전국적으로 유명한 인삼이다. 전국 인삼 생산량의 80%가 거래되는 인삼국제시장과 수삼센터가 있으며, 이 곳의 약초시장은 대구의 약령시장, 서울의 경동한약시장과 더불어 대한민국의 3대 약초시장이다. 부근에는 노령산맥 북부에 솟아 있는 해발 878ｍ의 대둔산이 있는데, 산림과 수석이 아름답고, 특히 낙조대에서 보는 일출과 일몰 광경은 장관이다. 금성면 의총리에는 임진왜란 때 순절한 칠백의총이 민족의 얼을 과시한 격전지를 알려주고 있으며, 십이폭포, 적벽강, 보석사 등의 명승 고적이 있다.

## 연혁
- 백제 시대 : 진내군
- 1413년 : 전라도 금산군
- 1896년 : 전라북도 금산군 군일면, 군이면
- 1914년 3월 1일 : 부군면 통폐합으로 군일면과 군이면을 병합해 금산면으로 칭함.
- 1940년 11월 1일 : 전라북도 금산군 금산읍으로 승격[1]
- 1962년 12월 12일 : 전라북도에서 충청남도로 편입[2]

## 행정 구역
| 법정리 | 한자명 | 행정리   | 자연마을                                       | 비고                   |
| ------ | ------ | -------- | ---------------------------------------------- | ---------------------- |
| 계진리 | 桂珍里 | 계진리   | 족실, 성너머, 서당골                           |                        |
| 상리   | 上里   | 상1리    | 남가                                           |                        |
| 상리   | 上里   | 상2리    | 북가                                           |                        |
| 상리   | 上里   | 상3리    | 오리정                                         |                        |
| 상리   | 上里   | 상4리    | 비범이 일부                                    | 읍 행정복지센터 소재지 |
| 상리   | 上里   | 상5리    | 미박골 일부                                    |                        |
| 상리   | 上里   | 상6리    | 군청앞 동네                                    |                        |
| 상리   | 上里   | 상7리    | 향교, 미박골 일부, 구름고개 일부               | 군청 소재지            |
| 상리   | 上里   | 상8리    | 한진아파트, 삼호아파트                         |                        |
| 상리   | 上里   | 상9리    | 상리주공1단지아파트, 향교, 시내버스터미널 부근 |                        |
| 상리   | 上里   | 상10리   | 상리주공2단지아파트, 구름고개 부근             |                        |
| 상옥리 | 上玉里 | 상옥1리  | 사창물, 옥당거리                               |                        |
| 상옥리 | 上玉里 | 상옥2리  | 밭가운데 일부, 뽕나무골                        |                        |
| 상옥리 | 上玉里 | 상옥3리  | 밭가운데 일부, 샛골                            |                        |
| 상옥리 | 上玉里 | 상옥4리  | 방천가, 가장말                                 |                        |
| 상옥리 | 上玉里 | 상옥5리  | 신학동, 더덕골재                               |                        |
| 신대리 | 新垈里 | 신대1리  | 증티, 엄정리                                   |                        |
| 신대리 | 新垈里 | 신대2리  | 아래영처, 윗영처, 여사, 또끼뜰                 |                        |
| 아인리 | 衙仁里 | 아인1리  | 아인리                                         |                        |
| 아인리 | 衙仁里 | 아인2리  | 육두리(오리정)                                 |                        |
| 아인리 | 衙仁里 | 아인3리  | 용머리, 택지개발지구 일부                      |                        |
| 아인리 | 衙仁里 | 아인4리  | 칸타빌아파트, 택지개발지구 일부                |                        |
| 아인리 | 衙仁里 | 아인5리  | 상지말, 백기미                                 |                        |
| 양지리 | 陽地里 | 양지1리  | 양지장동이                                     |                        |
| 양지리 | 陽地里 | 양지2리  | 위와정리, 중와정리, 아래와정리                 |                        |
| 음지리 | 陰地里 | 음지1리  | 음지장동이                                     |                        |
| 음지리 | 陰地里 | 음지2리  | 아래어동골, 윗어동골                           |                        |
| 중도리 | 中島里 | 중도1리  | 중다리                                         |                        |
| 중도리 | 中島里 | 중도2리  | 홍촌리                                         |                        |
| 중도리 | 中島里 | 중도3리  | 쇠전머리 일부, 강변담                          |                        |
| 중도리 | 中島里 | 중도4리  | 사정마을 일부                                  |                        |
| 중도리 | 中島里 | 중도5리  | 뒷고내, 사정마을 일부                          |                        |
| 중도리 | 中島里 | 중도6리  | 탑선 일부                                      |                        |
| 중도리 | 中島里 | 중도7리  | 비범이 일부, 만자동, 옹기점                    |                        |
| 중도리 | 中島里 | 중도8리  | 쇠전머리 일부, 절골                            |                        |
| 중도리 | 中島里 | 중도9리  | 탑선, 신털바우, 응골 일부                      |                        |
| 중도리 | 中島里 | 중도10리 | 비범이 일부                                    |                        |
| 중도리 | 中島里 | 중도11리 | 금성아파트, 명작웨딩홀 부근                    |                        |
| 하옥리 | 下玉里 | 하옥1리  | 옥당거리                                       |                        |
| 하옥리 | 下玉里 | 하옥2리  | 방아고개                                       |                        |
| 하옥리 | 下玉里 | 하옥3리  | 원당리, 당골, 장희곡, 원줄                     |                        |
| 하옥리 | 下玉里 | 하옥4리  | 빨닥고개, 동산골                               |                        |

## 교육
- 금산초등학교 (상리)
- 금산중앙초등학교 (상옥리)
- 금산동초등학교 (중도리)
- 금산중학교 (중도리)
- 금산동중학교 (아인리)
- 금산여자중학교 (아인리)
- 금산고등학교 (중도리)
- 금산산업고등학교 (아인리)
- 금산여자고등학교 (아인리)

## 주거
| 단지명                    | 건설사            | 시행사                    | 주소                        | 입주       | 비고     |
| ------------------------- | ----------------- | ------------------------- | --------------------------- | ---------- | -------- |
| 상리주공 1단지            | 한신공영          | 대한주택공사              | 금산읍 비호산로 5 (상리)    | 2000년 4월 |          |
| 상리주공 2단지            | 신동아건설        | 대한주택공사              | 금산읍 비단로 338 (상리)    | 2009년 4월 | 국민임대 |
| e편한세상 금산 센터하임   | 디엘건설㈜        | 한국토지신탁 ㈜신정       | 금산읍 금산로 1554 (중도리) | 2022년 5월 |          |
| e편한세상 금산 프라임포레 | ㈜대림 디엘건설㈜ | ㈜교보자산신탁 ㈜지에스씨 | 금산읍 진악로 869 (양지리)  | 2023년 2월 |          |